# 小思茅香草
小思茅香草（学名：Lysimachia englerii var. glabra）是报春花科珍珠菜属思茅香草的变种。分布在中国大陆的云南等地，生长于海拔2,400米的地区，多生长在山坡林缘和路边，目前尚未由人工引种栽培。